# Gare de Sabra
La gare de Sabra est une gare ferroviaire algérienne située sur le territoire de la commune de Sabra, dans la wilaya de Tlemcen.

## Situation ferroviaire
Établie à une altitude de 616,500 m, la gare est située au point kilométrique (PK) 93,352 de la ligne de Tabia à Akid Abbes, où elle est précédée de la gare de Oued Zitoun et suivie de celle de Sidi Medjahed.
| \| Tlemcen Ghazaouet Akid Abbes Maghnia Sidi Medjahed Sabra Tabia \| Localisation de la gare de Sabra dans la wilaya de Tlemcen. |
| Tlemcen Ghazaouet Akid Abbes Maghnia Sidi Medjahed Sabra Tabia                                                                   |

## Histoire
Lors de la colonisation, la gare portait le nom de gare de Turenne.
La gare est mise en service en 1907 lors de l'ouverture de la section de Tlemcen à Turenne (actuelle Sabra) de la ligne de Sainte-Barbe-du-Tlélat à Oujda,.

## Service des voyageurs

### Dessertes
La gare de Sabra est desservie par les trains régionaux de la liaison Tlemcen - Maghnia.